# 산타바바라 (영화)
《산타바바라》(영어: Santa Barbara)는 2014년 공개된 대한민국의 로맨스 영화이다.

## 캐스팅
- 이상윤 - 김정우 역
- 윤진서 - 수경 역
- 이솜 - 김소영 역
- 서범석 - 김감독 역
- 신동미 - 호경 역
- 백원길[1] - 김팀장 역
- 김정은 - 손이사 역
- 김용진 - 정이사 역
- 이규회 - 용락 역
- 백현진 - 백감독 역
- 차수민 - 수진 역
- 달시 파켓 - 미국에이젼시 역
- 백재호 - 수경 남자선배 역
- 김상석 - 조감독 역
- 강정희 - 제비다방 역
- 이시연 - 제비다방 역
- 류보영 - 제비다방 역
- 조윤정 - 제비다방 역
- 이선영 - 제비다방 역
- 권애진 - 제비다방 역
- 황지혜 - 제비다방 역
- 이은비 - 제비다방 역
- 이지수 - 제비다방 / 동문회 역
- 박수환 - 제비다방 / 동문회 / 와인바 역
- 고효주 - 제비다방 역
- 손민경 - 제비다방 역
- 박은주 - 제비다방 역
- 손예은 - 제비다방 역
- 김은성 - 제비다방 역
- 박경옥 - 성난 아줌마 역
- 백현희 - 성난 아줌마 역
- 조은경 - 성난 아줌마 역
- 하헌정 - 성난 아줌마 역
- 오지은 - 성난 아줌마 역
- 소지현 - 성난 아줌마 역
- 양희윤 - 춘삼월 역
- 조영빈 - 춘삼월 역
- 신유경 - 광고회사 역
- 최현주 - 광고회사 역
- 장성주 - 광고회사 역
- 전유나 - 광고회사 역
- 박상민 - 요리강습 역
- 류상엽 - 요리강습 역
- 정여은 - 요리강습 역
- 크리스틴 - 요리강습 역
- 권우정 - 광고 촬영장 역
- 이덕화 - 광고 촬영장 역
- 김애리 - 광화문 스폰지 하우스 역
- 정다영 - 광화문 스폰지 하우스 역
- 이석현 - 광화문 스폰지 하우스 역
- 마정석 - 광화문 스폰지 하우스 역
- 박하연 - 광화문 스폰지 하우스 역
- 조석채 - 광화문 스폰지 하우스 역
- 조지형 - 동문회 역
- 이재영 - 동문회 역
- 차영남 - 동문회 역
- 박열 - 동문회 역
- 성영제 - 동문회 역
- 조성범 - 동문회 역
- 기선주 - 동문회 / 와인바 역
- 도한나 - 동문회 역
- 김태현 - 동문회 역
- 에바 카라쿤니 - 베이비 기네스 역
- 아라이 유이치 - 베이비 기네스 역
- Massimiliano Antonaz - 베이비 기네스 역
- 권순지 - 베이비 기네스 역
- 안소연 - 베이비 기네스 역
- 정윤아 - 와인바 역
- 김태우 - 조대표 역 (특별출연)
- 장석원 - PD 역 (특별출연)
- 박해일 - 기자(목소리) 역 (특별출연)
- 정미라 - 엄마(목소리) 역 (특별출연)
- 김혜나 - 시사회 배우 역 (특별출연)
- 최윤소 - 촬영장 배우 역 (특별출연)
- 유발이 - 제비다방 건반 역 (특별출연)
- 이가현 - 제비다방 오프닝녀 역 (특별출연)